# Verdensmesterskabet i fodbold 1990 - finalen
Finalen om verdensmesterskabet i fodbold 1990 var den 14. finale siden turneringens etablering i 1930. Den blev spillet den 8. juli 1990 foran 73.603 tilskuere på Stadio Olimpico i den italienske hovedstad Rom, og skulle finde vinderen af VM i fodbold 1990. De deltagende hold var Vesttyskland og Argentina. Det tyske hold vandt kampen med 1-0, på et mål af Andreas Brehme i den 85. minut. De to hold mødtes også i den seneste finale fire år før, hvor Argentina vandt med 3-2.
Kampen blev ledet af den mexicanske dommer Edgardo Codesal.

## Kampen

### Detaljer
| 8. juli 1990 20:00 UTC+2 |

| Vesttyskland      | 1 – 0   | Argentina |
| ----------------- | ------- | --------- |
| Brehme 85' (str.) | Rapport |           |

| Stadio Olimpico, Rom Tilskuere: 73.603 Dommer: Edgardo Codesal (Mexico) |

| Vesttyskland | Argentina |